# Xiphocentron prolixum
Xiphocentron prolixum is een schietmot uit de familie Xiphocentronidae. De soort komt voor in het Neotropisch gebied.